# Ruan Xian

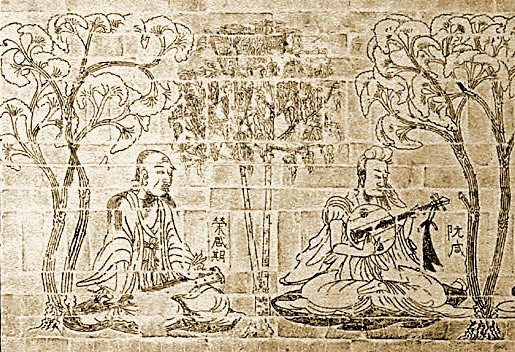
Płaskorzeźba z IV w. przedstawiająca Ruan Xiana (po prawej) i Rong Qiqi

Ruan Xian (chiń. 阮咸; pinyin Ruǎn Xián; ur. 234, zm. 305, daty niepewne) – chiński poeta i muzyk, jeden z Siedmiu Mędrców z Bambusowego Gaju.
Bratanek (syn starszego brata) poety Ruan Ji, podobnie jak on należący do zamożnej gałęzi rodu Ruan; był to ród szanowanych uczonych, pełniących funkcje urzędnicze na dworze późnej dynastii Han i dynastii Jin. Był silnie związany ze swoim stryjem; rodzinę założył prawdopodobnie dość późno; nie osiągnął też wysokich stanowisk urzędniczych. Rekomendowany do dworu Jin przez Shan Tao (jako „nieskorumpowany, uczciwy i nie pożądający dóbr”), został uznany za nie dość odpowiedzialnego, ze względu na pijaństwo.  W jego biografii znajdują się uwagi, które sugerują, że Ruan Ji i Ruan Xian spowodowali zubożenie swojej gałęzi rodu Ruan. Podobnie jak stryj, był nonkonformistą, a zachowana anegdota wspomina, jak podczas wietrzenia eleganckiej odzieży w domu Ruan, wywiesił wielkie kalesony ze zwykłego płótna; skrytykowany oświadczył, że nie udało mu się jeszcze całkowicie wyzbyć konwenansów.
W młodości był bardzo przystojny. Nie uczestniczył aktywnie w życiu politycznym, był za to uznanym mistrzem lutni pipa, której budowę ulepszył i na którą komponował melodie. Tworzył też muzykę na inne instrumenty, jak qin, pisał też komentarze do dzieł klasycznych (np. do Yijing – Esej na temat wątpliwości względem „Przemian Zhou”). Jego znajomość muzyki doprowadziła do konfliktu z Xun Xu, wysokim rangą urzędnikiem odpowiedzialnym za rytuały, którego muzykę skrytykował za niezgodność z wzorami starożytnymi i za nadmierną wysokość tonu, która miała symbolizować żałość (co było nie na miejscu w kwitnącym królestwie jak Jin). Skończyło się to wygnaniem Ruana na północ, w okolice Shiping, niedaleko dzisiejszego Xi’anu. Założył tam rodzinę, a jego konkubina pochodząca z Xiongnu urodziła mu kilku  synów. Miał umrzeć w sędziwym wieku.